# Stewart Adams (Eishockeyspieler)
Stewart Adams (* 16. September 1904 in Calgary, Alberta; † 18. Mai 1978 ebenda) war ein kanadischer Eishockeyspieler (Linksaußen) und Trainer, der für die Toronto Maple Leafs und Chicago Black Hawks in der National Hockey League gespielt hat.

## Karriere
Stewart Adams begann seine Karriere als Eishockeyspieler bei den Minneapolis Millers, für die er 1925/26 zunächst in der Central Hockey League, anschließend bis 1930 in der American Hockey Association spielte, nachdem der Club dieser beigetreten war. In seinem letzten Jahr spielte er dort gemeinsam mit seinem zwei Jahre älteren Bruder Clinton. In der Saison 1929/30 gab der Kanadier sein Debüt in der National Hockey League, in der er zunächst in drei Spielzeiten für die Chicago Blackhawks spielte.
Die Saison 1932/33 begann Adams bei den Syracuse Stars aus der International Hockey League und beendete sie bei den Toronto Maple Leafs in der NHL. Sein erstes Spiel bei den Maple Leafs bestritt er am 29. Dezember 1932, als er den verletzten Charlie Conacher on the „Kid Line“ vertrat. Nach einem weiteren Jahr bei seinem Ex-Club, den Minneapolis Millers aus der CHL, spielte Adams noch zwei Jahre bei den Calgary Tigers aus der North West Hockey League, wo er 1936 seine Karriere als Profi beendete. Sowohl in Minneapolis wie auch in Calgary war er als Spielertrainer tätig.